# Diacyclops konstantini
Diacyclops konstantini – gatunek widłonoga z rodziny Cyclopidae. Opisała go w 1962 roku rosyjska (radziecka) zoolog Galina Fiodorowna Maziepowa, nadając mu nazwę Acanthocyclops konstantini. Miejsce typowe to jezioro Bajkał.